# Dimorphothericles sanguinolentus
Dimorphothericles sanguinolentus är en insektsart som beskrevs av Marius Descamps 1977. Dimorphothericles sanguinolentus ingår i släktet Dimorphothericles och familjen Thericleidae. Inga underarter finns listade i Catalogue of Life.